# West End-Cobb Town
West End-Cobb Town – jednostka osadnicza w Stanach Zjednoczonych, w stanie Alabama, w hrabstwie Calhoun.